# Gustaf Fredrik Mörner

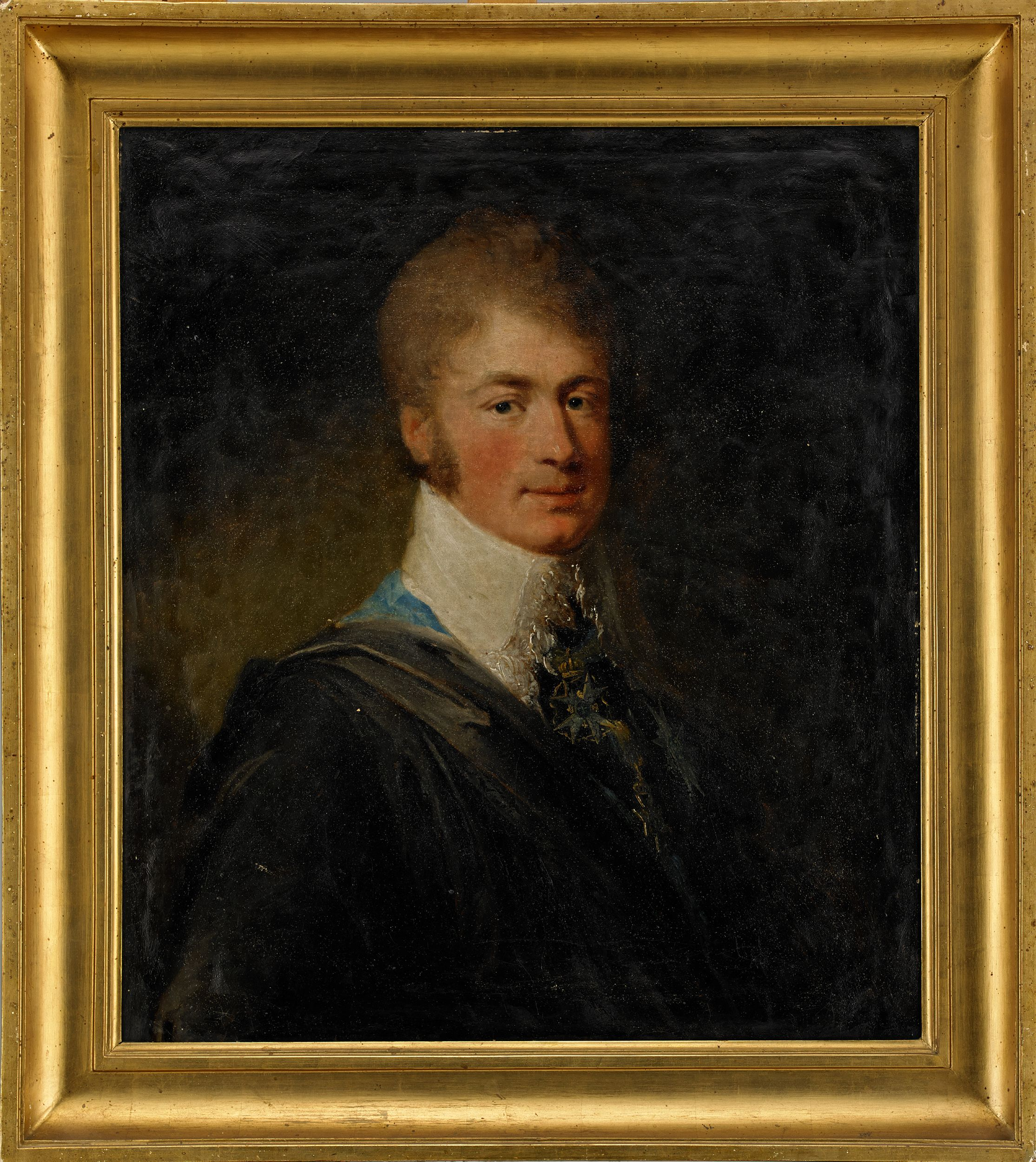
Gustaf Fredrik Mörner iklädd hovdräkt, med Serafimerordens band över axeln och dess kraschan på bröstet. Runt halsen syns Svärdsordens kommendörstecken. Målning av Carl Fredrik von Breda från år 1805.

Gustaf Fredrik Mörner af Morlanda föddes på Gåvetorp i Småland den 11 oktober 1768 och dog i Linköping 19 januari 1841. Han var en svensk greve och militär.

## Biografi
Gustaf Fredrik Mörner var son till överstelöjtnant greve Carl Gustaf Mörner och Sofia Elisabet Steuch. Vid fjorton års ålder 1782 blev han fänrik vid amiralitetet. Han deltog i åtskilliga sjöexpeditioner, deltog i slaget vid Hogland, varefter han utnämndes till löjtnant. Han deltog i sjöträffningarna vid Öland, Reval, mellan Kroastadt och Seskär och reträtten ur Viborgska viken. Han blev utnämnd till kapten vid amiralitetet 1790, och 1793 kompanichef vid Göta garde.
Han var gift första gången 1793 med friherrinnan Augusta Lovisa von Höpken, dotter till friherre Nils von Höpken och grevinnan Ulla von Fersen, en av de bekanta "tre gracerna" från Gustav III:s hov. Han blev gift andra gången 1813 med Margareta Virgin.
Han utnämndes till förste major och överstelöjtnant och till kammarherre hos drottning Fredrika Dorotea Wilhelmina 1797. Han blev befordrad till överste i armén och sekundchef vid Livgrenadierregementets rotehållsfördelning 1802. Han kommenderades 1805 till Tyskland, där han följande året blev tillfångatagen av fransmännen och återkom till Sverige efter statsvälvningen 1809. Han fick 1810 i uppdrag att överföra underrättelsen om valhandlingen i Örebro till den utkorade tronföljaren. Han utnämndes 1811 till chef för Lifgrenadierregementet.
Under kriget 1813 tjänstgjorde Mörner som brigadchef under fältmarskalken, greve von Essen. Han anförde 1814 de trupper som verkställde landstigningen på Valöarna och Kragerön vid erövringen av Fredrikshald och Rolsön. Vid arméns fördelning 1816 i divisioner och brigader blev Mörner chef för första infanteribrigaden. Han utnämndes 1823 till generallöjtnant och tog avsked 1826. Samma år utnämndes han till ståthållare på Rosersbergs slott. Han blev serafimerriddare 1837.
Han var far till Carl Gustaf Hjalmar Mörner (militär, bataljmålare, sedetecknare, född 1794).

## Bilder

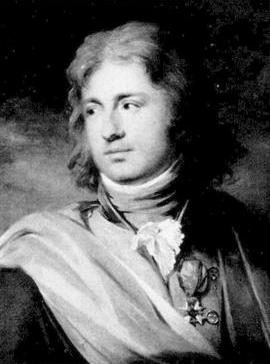
Gustaf Fredrik Mörner